# Психічні розлади в Стародавній Греції
Психічні захворювання були проблемою, з якою багато хто стикався в давнину, як і в сучасному світі. У Стародавній Греції багато хто розділився щодо того, що, на їхню думку, є причиною хвороби, з якою зіткнувся пацієнт. За словами Джеймса Лонгрігга в його книзі «Грецька медицина від героїчної до елліністичної доби», багато хто вважав, що психічні захворювання були прямою реакцією розгніваних богів. За словами Лонгріга, єдиний спосіб боротися з цією недугою — це задобрити богів. Зробивши це, це зрештою позбавить людину від демона, який її мучив. Це призвело до багатьох варіантів лікування, починаючи від молитви до хірургічного втручання та жертвопринесення. Тільки завдяки багатовіковому розумінню, а також сучасним технологіям ми тепер можемо правильно діагностувати та лікувати хворих.

## Лікування
Лікування психічних захворювань у Стародавній Греції було новим експериментальним процесом через відсутність сучасних інструментів і технологій, які дозволяли б лікарям ідентифікувати ці психічні захворювання. Деякі стародавні лікарі не розуміли, яка частина тіла відповідальна за дивну поведінку, і звернулися до молитви та прощення богів. Однак більшість лікарів розуміли, що психічні захворювання часто викликані фізичними захворюваннями, такими як дисбаланс гумору.
Гіппократ був лікарем, який вважав, що мозок є центром думки, інтелекту та емоцій. Через це він і багато інших прийшли до висновку, що психічні розлади походять від проблем з мозком. З часом лікарі почали краще розуміти психічні захворювання, вони почали лікувати пацієнтів різними способами. "Вони в основному (не повністю) були стурбовані психозами (екстерналізовані розлади, такі як антисоціальний розлад особистості та розлади вживання наркотиків і алкоголю), а не неврози (інтерналізовані розлади, такі як депресія та тривога), і вони взяли до уваги повний спектр симптомів, які важко визначити, включаючи неадекватну поведінку в громадських місцях, марення, марення та галюцинації. Лікування також охоплювало цілий діапазон від фізичних стриманість у консультуванні."

## Роль релігії та забобонів
Лікування психічних захворювань у стародавні часи часто було пов'язане з релігією. Гіппократ був одним із провідних людей у боротьбі з психічними захворюваннями, і про це згадується в підручнику «Релігія та філософія: Віра та знання в класичну епоху», його тверда віра в богів і силу, яку вони мають у здатності зцілювати та допомагати людям. Лікарі, яких навчав Гіппократ, повинні були дати клятву, у якій говорилося: «Я клянусь Аполлоном, цілителем, Асклепієм, Гігієїдою та Панакією, і я свідчу всіма богами, усіма богинями, щоб, відповідно до моїх здібностей і мого судження, дотримуватися наступної клятви та угоди.» Багато разів внаслідок важких релігійних переконань людей і браку знань люди, які були вражені Вважалося, що божевілля карається богами або одержимими демонами. У Старому Завіті є твердження про одержимість і божевілля, накинуті на людей Богом, насправді це могли бути випадки психічних захворювань, які змінюють поведінку, таких як шизофренія, біполярний розлад або диссоціативний розлад ідентичності. У давнину, коли люди не мали наукового розуміння цих хвороб, їх діагностика та лікування часто ґрунтувалися на містичних уявленнях. Відсутність доказів і логічного пояснення сприяла розвитку методів, спрямованих на вигнання духів або демонів, які, за віруваннями, могли заволодіти тілом хворого. Археологічні знахідки свідчать, що вже в 5000 році до н.е. практикували трепанацію — висвердлювання отворів у черепі крем’яними інструментами. Імовірно, це робили для того, щоб випустити зловмисних духів, які, як вважалося, спричиняли хворобу.

## Психічні захворювання в суспільстві
Як і в сучасну епоху, існувала соціальна стигматизація тих, хто страждав на психічні захворювання. «Стародавні греки вперше озвучили концепцію стигматизації, зазначивши, що тих, хто був відзначений психічними захворюваннями, часто уникали, закривали або в рідкісних випадках карали смертю». Людей із захворюваннями, які змінювали поведінку, оточуючі часто уникали й боялися. Це було пов’язано зі страхом перед тим, що не було зрозуміло. Багато хто думав, що боги розгнівалися на постраждалу людину і що їх спіткає подібна доля. Постраждалих також утримували, щоб вони не завдавали шкоди собі, іншим або майну. Платон колись писав: «Якщо людина божевільна, вона не буде на волі в місті, але її сім’я повинна утримувати її, як може». У Стародавній Греції родина хворого мала тримати їх під контролем, а також не дати їм порушувати спокій. Залежно від тяжкості недуги пацієнтам або дозволяли безцільно блукати містом, або змушені були повністю залишатися вдома.